# Elizabeth Mosquera
Ana Elizabeth Mosquera Gomez, née le 16 mars 1991, est une top model vénézuélienne, ayant eu le titre de Miss International 2010 le 7 novembre 2010 à Sanya en Chine (60e édition). Cette beauté d'1,77 m est la 6e Miss Venezuela ayant remporté le titre. 
Elle représente son pays à Miss International, comme deuxième dauphine de Miss Venezuela 2009.

## Biographie
Elle est née à Maracaibo. Elle a grandi avec ses trois frères et sa sœur. 
Avant sa participation à Miss Venezuela 2009, elle étudiait l'ingénierie civile à l'université de Zulia. 
Elle représente le Venezuela au concours Reinas international del Cafe 2010 et finit 5e.

## Miss Venezuela International 2009
Élue Miss Trujillo, elle participe au concours de Miss Venezuela. Le 24 septembre 2009, elle décroche le titre de Miss Venezuela internationale.